# Джебелли, Насир
Насир Джебелли (перс. ناصر جبلی‎, иногда встречается написание Нассер Джебелли, род. 1957) — ирано-американский программист, специализирующийся на разработке компьютерных игр, сооснователь компании Sirius Software, создатель студии Gebelli Software, наиболее известен по участию в ролевых проектах студии Square.
Родился в Иране, но позже переехал на постоянное место жительства в США, где изучал информатику. В 1980 году вместе с сокурсником Джерри Джеуэлом основал компанию Sirius Software, которая, в частности, занималась созданием графических эффектов для компьютера Apple II. В это же время Джебелли создал себе хорошую репутацию в игровой индустрии, разработав более чем дюжину игр всего лишь за один год. Среди наиболее известных его проектов такие бестселлеры как Space Eggs и Gorgon. Тем не менее, вскоре он покинул компанию и основал свою собственную студию Gebelli Software. Новая студия не имела большого коммерческого успеха, а после кризиса 1983 года окончательно разорилась. Раздосадованный программист отправился в долгое путешествие по миру, окончившееся лишь по прошествии трёх лет.
Возвращение в индустрию состоялось для программиста после встречи со старым приятелем Дагом Карлстоном, владельцем развивающейся компании Brøderbund. Тот рассказал Джебелли о быстро набирающей популярность приставке Nintendo Entertainment System, посоветовав заняться созданием игр именно для неё. Насир заинтересовался, и Даг отвёз его в Японию познакомить со своими партнёрами из Nintendo и Square — состоялась встреча с Сигэру Миямото и несколькими другими людьми. Компания Nintendo не проявила к нему интереса, тогда как дизайнеры Square, в особенности Хиронобу Сакагути (давний поклонник творчества Джебелли), с радостью пригласили иранца к себе в команду. Первой разработанной игрой в составе Square стала Tobidase Daisakusen для консоли Famicom Disk System, вышедшая в Северной Америке под названием 3-D WorldRunner. Стилистически будучи похожей на сеговский Space Harrier, игра примечательна новаторским эффектом трёхмерной графики, появляющейся при использовании стерео-очков. Продолжением экспериментов со стереоизображением стал автосимулятор Rad Racer, изданный в 1987 году для Famicom 3D System, за ним последовало продолжение — Rad Racer II.
Наибольшую известность Джебелли получил после объединения с Сакагути, композитором Нобуо Уэмацу и художником Ёситакой Амано в так называемую «Команду А», силами которой была создана ролевая игра Final Fantasy, впоследствии повлёкшая за собой одноимённую серию. «Последняя фантазия» получила одобрение большинства критиков, имея в арсенале множество уникальных нововведений, таких, например, как простая и удобная система создания персонажей, позволяющая формировать любые отряды с героями любых классов; концепция перемещений во времени; сражения с видом сбоку, когда игровые персонажи расположены в правой части экрана, а враги — в левой (эта задумка позже стала стандартом для многих японских ролевых игр); путешествия по морю на каноэ и по воздуху на воздушном корабле. Выпущенная в 1988 году вторая часть так же имела успех, впервые показав игроку комплексный сюжет с хорошо проработанными образами героев и обилием драматических сцен. В 1990 году Джебелли программировал не менее удачную Final Fantasy III с революционной системой профессий, когда персонажи развиваются в зависимости от множества классов, которые в любое время можно изменять. Одновременно с этим у иранца истёк срок действия рабочей визы, и ему пришлось вернуться обратно в Сакраменто, при этом часть персонала компании проследовала за ним, чтобы уже в Америке завершить работу над некоторыми начатыми проектами.
Последней значительной игрой в составе Square для Джебелли стал ролевой боевик под названием Secret of Mana, представляющий собой вторую часть серии Mana. Разработанная в соавторстве с ветеранами Final Fantasy, Коити Исии и Хиромити Танакой, игра внесла в жанр некоторые инновации: возможность кооперативной игры, живую боевую систему, удобное меню интерфейса в виде кольца. Она также была одной из первых ролевых игр на компакт-дисках для модифицированной консоли SNES CD, однако тот проект был закрыт, и Secret of Mana перевели в формат обычных картриджей. Хорошо встреченная общественностью, игра повлияла на других известных представителей жанра, в частности, на The Temple of Elemental Evil и Dungeon Siege III.
После завершения работы над Secret of Mana Джебелли окончательно покинул компанию и вновь отправился путешествовать по миру, в то время как должность ведущего программиста Square вместо него занял Кэн Нарита. В 1998 году был замечен в офисе Ion Storm вместе с Джоном Ромеро на вечеринке разработчиков Apple II. Ныне проживает в Сакраменто, где провёл бо́льшую часть жизни, до сих пор поддерживает дружеские связи с Хиронобу Сакагути.

## Созданные игры

### Sirius Software
- Star Cruiser (1980, Apple II)
- Phantoms Five (1980, Apple II)
- Both Barrels (1980, Apple II)
- Gorgon (1981, Apple II)
- Space Eggs (1981, Apple II)
- Cyber Strike (1981, Apple II)
- Pulsar II (1981, Apple II)
- Autobahn (1981, Apple II)

### Gebelli Software
- Horizon V (1981, Apple II)
- Firebird (1981, Apple II)
- Russki Duck (1982, Apple II)
- Zenith (1982, Apple II)
- Neptune (1982, Apple II)
- ScubaVenture (1983, IBM)
- Mouser (1983, IBM)

### Square
- 3-D WorldRunner (1987, NES)
- Rad Racer (1987, NES)
- JJ: Tobidase Daisakusen Part 2 (1987, NES)
- Final Fantasy (1987, NES)
- Final Fantasy II (1988, NES)
- Final Fantasy III (1990, NES)
- Rad Racer II (1990, NES)
- Secret of Mana (1993, SNES)
- Final Fantasy Origins (2002, PlayStation)
- Final Fantasy I & II: Dawn of Souls (2004, Game Boy Advance)